# Novial nyelv
A novial nyelv a mesterséges nyelvek egyike. Elemző-levezető módszerrel szerkesztett naturalista nyelv. A dán nyelvész, Otto Jespersen (1860–1943) tervezte. Nyelvtana 1928-ban jelent meg, 1930-ban kiadták a nyelv szótárát, a Novial Lexikét.
Jespersen eleinte a volapük nyelv híve volt, majd részt vett a Delegáció munkájában és aktív idista lett. Véleménye szerint az etnikus nyelvek nem alkalmasak nemzetközi használatra, csak egy tudatosan szerkesztett nyelv töltheti be ezt a funkciót.
Időközben Jespersen átdolgozta nyelvét és engedve a hagyományos helyesírást pártolóknak, a novial fonetikusból ortografikus nyelvvé válik.
A nyelv Jespersen halála után szinte teljesen eltűnt, bár a '90-es években több reformkísérlet készült rá (Novial '98, Novial Pro valamint James Chandler és Jay Bowkes projektjei).

## A novial betű- és hangrendszere
A novial ábécé 23 betűből áll:
A magyartól eltérő betűk a következők:
- a – rövid á, mint a magyar palócok kiejtésében
- ch – magyar cs
- j – magyar zs
- qu – magyar k és egy félhangzós u kapcsolata
- s – magyar sz
- sh – magyar s
- ts – magyar c
- y – magyar j

A hangsúly az utolsó mássalhangzó előtti magánhangzón van, ezen a ragok nem változtatnak.

## Szóképzés

### Előképzők
- anti- – valami ellenes: antimilitarista (hadseregellenes)
- arki- – kiemelkedő nagyság, méltóság; fő-: arkiepiskopo (érsek)
- bo- – sógorsági viszonyt (házasság által létrejött rokoni kapcsolatot) fejez ki: bopatro (após)
- dis- – szét-: dissenda (szétküld)
- ex – volt, lemondott, ex: exministro (exminiszter)
- mal- – valaminek a rossz volta: malodore (rossz szagú)
- mi- – fél-, félig: mihore (félóra)
- mis- – rosszul-, félre-: misdukte (rosszul vezetett)
- non- – tagadás jelzése: nonposibili (lehetetlen)
- par- – befejezett szemléletű ige képzője: parlekte (olvasás útján)
- pseudo- – ál-: pseudoprofeto (álpróféta)
- retro- – visszafelé irányt jelöl: retrodukte (hátravezet)
- ri- – újra, vissza: ridona (visszad)

### Utóképzők
- -ach- – silányító képző: populache (csőcselék)
- -ad- – gyakorító képző, tartós, szokásosan ismétlődő cselekményt fejez ki: frapada (ütögetni)
- -aj- – konkrét dolgot, anyagot jelentő szót képez: plantaje (vetemény)
- -al- – melléknévképző (latin -alis): national (nemzeti)
- -an- – tag, lakos: italiane (olasz)
- -ar- – csoportképző (latin -arium): vortaro (szótár)
- -ari- – helyiségképző: chapelaria (kalaposüzem)
- -ebl- – lehetőség kifejezésére: lektebli (olvasható)
- -ed- – mennyiségképző: manuede (maroknyi)
- -end- – -andó, -endő: lektendi (olvasandó)
- -es- – elvont fogalmat képez; a szenvedő rövid alak képzője: richeso (gazdagság)
- -esk- – a cselekvés megkezdését jelzi; valamilyenné válni: rideska (nevetséges)
- -i- – országnév-képző; elvont fogalmak képzője: Anglia (Anglia), filosofia (filozófia)
- -id- – emberi utód, leszármazott, szülött, ivadék: regide (királyfi)
- -ier- – tulajdonságjelző: rentiere (járadékos)
- -ifik- – valamilyen produktumot létrehozni: verifika (igazolni)
- -il- – eszköz-, szerszám-képző: ludilo (játék); önállóan: ilo = instrumento (szerszám, eszköz)
- -ind- – valamire méltó: admirindi (csodálatos)
- -ion- – főnévképző: diskusione (társalgás)
- -is- – eszközzel végzett cselekvés: modernisa (divatoskodni)
- -ist- – hivatásszerű foglalkozást jelöl, továbbá valamilyen „-izmus” követőjét: artiste (művész)
- -iv- – melléknévképző: sugestiv (szuggesztív)
- -oz- – melléknévképző: kurajozi (bátor)
- -tori- – helyiség, ahol valamit végeznek: laboratorie (dolgozószoba)
- -ure- – egy munka eredményét, termékét jelenti: skulpture (szobrászat)
- -yun- – nem emberi utódot jelöl: katyune (macskakölyök)

## Nyelvtan
Határozott névelő (nemek szerint): la, la, le; los, las, les; li (önállóan álló melléknév előtt)
Határozatlan névelő: un
Főnév végződése: -o (hímnem): infanto (fiú), -a (nőnem): infanta (leány), -e (gyűjtőnem): infante (gyermek)
Főnév többes száma: -s – homes (emberek)
Melléknév végződése: -i. Ha önállóan áll, többes számban megkapja az -s ragot: Hir es kelki roses: ob vu prevera li blankis o li redis? (Itt van néhány rózsa: a fehéreket vagy a pirosakat szereti?)
Fokozás: plu boni kam – min boni kam – tam boni kam – maxim boni – minim boni
Névmások:
- Személyes névmások: me, vu, lo/la/le; nus, vus, les
- Birtokos névmások: men, vun, lon/lan/len; nusen, vusen, lesen
- Visszaható névmások: se; sen
- Kérdő névmások: qui, que, quo; quanti, quand, …
- Vonatkozó névmás: kel

Számnév:
- Tőszámnév: un, du, tri, quar, sink, sex, sep, ok, nin, dek; sent, mil, milione, …
- Sorszámnév: unesmi, duesmi, …
- Törtszámnév: duime, sentime, …
- Szorzőszámnév: duopli, triopli, …

Ige:
- Főnévi igenév: tu veni
- Jelen idő: veni
- Múlt idő: did veni vagy venid
- Befejezett jelen idő: ha veni
- Régmúlt idő: had veni
- Jövő idő: bli veni
- Feltételes mód: vud veni vagy venud
- Összetett jövő idő: ha bli veni
- Melléknévi igenév: -nt-: venanto – venanta

Si lo vud veni, me vud protekte lo. vagy Si lo venud, me protektud lo.
 Ha jött volna, megvédtem volna őt.

## Külső hivatkozások
- Magyar novial oldal - Otto Jespersen alapműveivel és számos más kiegészítéssel (magyarul)
- An International Language, Otto Jespersen (1928) (angolul)
- Novial Lexike, Otto Jespersen (1930) (angolul)
- Az 1928-as novial nyelvváltozatról (angolul)
- Az 1930-as novial nyelvváltozat nyelvtani összefoglalója (angolul)
- Novial Wiki Book (angolul)
- Novial Discussion Group Archiválva 2006. június 21-i dátummal a Wayback Machine-ben a Yahoo!-n (angolul)
- Novial '98 (angolul)
- Novial Pro Archiválva 2016. március 4-i dátummal a Wayback Machine-ben (angolul)
- Spelling reform proposal by J. Chandler (angolul)
- Novial szavak listája megfelelőikkel (angolul)